# جوزيف ديلي
جوزيف بوليفار ديلي (28 أكتوبر 1869 - 2 أبريل 1942) هو طبيب أمريكي اشتهر لاحقه بأنه المؤسس لطب التوليد الحديث. أنشأ ديلي المركز الطبي في جامعة شيكاغو، حيث قدم هناك أول حاضنة أطفال محمولة. عمل في بداية مسيرته المهنية في كلية الطب في جامعة الشمال الغربي، وانتقل لاحقًا بعد عام 1929 إلى العمل في كلية الطب بجامعة شيكاغو.
كان ديلي من المؤيدين الأوائل لمعايير العقامة خلال الولادة، وحتى أنه اقترح إنشاء مستشفيات منفصلة لإجراءات المخاض والولادة. يُعتبر ديلي من كبار المؤثرين في النقاش حول ما إذا كانت تتطلب الولادة تدخلات طبية لضمان صحة الأم والطفل. في عام 1920، اقترح تدخلًا معياريًا غازيًا يُعرف باسم «إجراء الملقط الوقائي»، وبحسب ديلي فإن التدخل الميكانيكي (باستخدام الملقط) من شأنه أن يمنع الاختلاطات السيئة التي تكررت خلال الولادات في أواخر القرن التاسع عشر وأوائل القرن العشرين. يُلام ديلي أحيانًا على اقتراح هذا الإجراء لأنه يُعتبر أنه مهد للإجراءات الغازية الأخرى خلال عملية الولادة.
يُعتبر ديلي من الرواد في مجال صناعة الأفلام الطبية التعليمية، واخترع جهازًا استُخدم لعدة عقود في شفط الشعب الهوائية عند الرضع حديثي الولادة. بعد أن أصبح أستاذًا فخريًا في جامعة شيكاغو في عام 1935، ظهر ديلي على غلاف مجلة تايم في العام التالي. توفي في عام 1942، لكن مقارباته المنهجية للولادة حافظت على تأثيرها على الممارسة الطبية خلال طفرة الإنجاب. أنشأ كرسي وقفي باسم ديلي في جامعة شيكاغو بعد سنوات قليلة من وفاته.

## النشأة والتعليم
ديلي هو الابن الخامس والتاسع من بين عشرة أبناء لموريس ودورا توبياس ديلي، وهما مهاجران يهود من بولندا. كان جده من جهة أبيه جراحًا في الجيش الفرنسي استقر في بولندا بعد فشل نابليون في غزو روسيا. وُلد ديلي في كولد سبرينغ، نيويورك، لكن العائلة انتقلت إلى نيو هيفن، كونيكتيكت، مدينة نيويورك، وأخيرًا في عام 1885، شيكاغو، إلينوي، حيث تخرج ديلي من ثانوية ساوث ديفيجن في عام 1888.
ارتاد ديلي مدرسة فينبرغ للطب في جامعة الشمال الغربي، وذلك بالرغم من رغبة والده في أن يصبح ديلي حاخامًا. كان لأستاذ التوليد دبليو دبليو جاغارد تأثير خاص على ديلي. تخرج ديلي من كلية الطب في عام 1891. لاحظت الكاتبة شارلوت بورست أن معظم النساء ولدن في المنزل في سبعينيات القرن التاسع عشر حتى تسعينيات القرن التاسع عشر. فلم يتمكن طلاب الطب في جامعة الشمال الغربي من مشاهدة أي عمليات ولادة في ذلك الوقت، إلا إذا استطاعوا رشوة النساء إلى القدوم والإنجاب في مدرج المستشفى. اعتبر ديلي نفسه محظوظًا لأنه تمكن من مشاهدة عمليتي ولادة عندما كان طالبًا.